# Prijs van het Vrije Woord
De Prijs van het Vrije Woord is een prijs die sinds 2007 eens in de vijf jaar door Nieuwspoort wordt toegekend.
In aanmerking komen personen of organisaties die zich "onderscheiden door zijn/haar activiteiten op het terrein van de mensenrechten, de verspreiding en/of bescherming van het vrije woord uitdrukkelijk daarbij inbegrepen, in Nederland, Europa of op wereldniveau". Met het Vrije Woord wordt bedoeld "de vrijheid van meningsuiting en de persvrijheid, zoals neergelegd in de Grondwet van het Koninkrijk der Nederlanden en diverse internationale verdragen".
De prijs bestaat een bedrag van vijfduizend euro, een oorkonde en een kunstwerk gemaakt door de Haagse goudsmid en kunstenares Liesbeth Busman. De jury bestaat uit de voorzitter Egbert Myjer samen met  Lilian Gonçalves en Jeroen Smit.

## Laureaten
- 2007 - Max van der Stoel, politicus en diplomaat[2]
- 2012 - Hans Verploeg, algemeen secretaris van de Nederlandse Vereniging van Journalisten (NVJ) en medeoprichter van de Stichting Communicatie Ontwikkelingssamenwerking (postuum uitgereikt)
- 2017 - Minka Nijhuis, journaliste
- 2022 - Huib Modderkolk, journalist[3]